# Thomas Hobbes
Thomas Hobbes (Malmesbury, Wiltshire, 5. travnja 1588. – Hardwick Hall, Derbyshire, 4. prosinca 1679.) je engleski filozof.
Bio je filozof koji je tvorac teorije društvenog ugovora. Njegovo najpoznatije djelo je "Levijatan" (Leviathan). U tom djelu on iznosi doktrinu modernih prirodnih prava. On je tvrdio da je prirodno stanje "rat svih protiv svih" (Bellum omnium contra omnes) (Levijatan: 'warre of every one against every one', 'a war [...] of every man against every man', govoreći o "vječitom ratu svakoga čovjeka protiv njegovog bližnjega", 'a perpetuall warre of every man against his neighbour' (latinski izraz pojavljuje mu se u djelu De Cive) i koristio je slikovitu izreku "čovjek je čovjeku vuk" (Homo homini lupus est). Prema Hobbesu, radi izlaza iz takvog nepodnošljivog prirodnog stanja, ljudi, potaknuti golim strahom od smrti, tzv. društvenim ugovorom vlast nad sobom - tj. monopol nad korištenjem sile - predaju vladaru, koji im pomoću monopola nad silom osigurava mir u kojemu ljudi mogu ostvarivati svoj boljitak.
Tako strah naroda za vlastiti opstanak postaje izvor suvereniteta, tj. postojanja države kao jamca opstanka naroda.
Zalagao se za apsolutistički oblik vladavine, gdje monarh bez ograničenja kontrolira sve državne poslove - od donošenja zakona, preko njihove provedbe i naposljetku kontrole zakonitosti na sudovima; vladar treba upravljati i religijom, obrazovanjem, javnim govorom i pisanjem. Za Hobbesa, društvenim ugovorom narod kao izvor suvereniteta predaje svu vlast nad sobom svojemu vladaru, te svako ograničavanje ovlasti vladara predstavlja izvor nereda.
Hobbes ostaje trajno relevantan, njegova strogo minimalna metafizika (materijalizam) i etika (vrsta egoizma), te njegova netrpeljivost prema teoriji koja se ne suočava neposredno s osnovnim istinama, čine ga stalnim uzorom za skeptične i pragmatične filozofe.

## Postanak države
U svojem dugom životnom vijeku Hobbes je bio svjedokom svih burnih povijesnih događaja koji su potresali Englesku sredinom 17. stoljeća. Upravo zato u središtu njegova interesa i jesu problemi čovjeka i društva. Nasuprot srednjovjekovnim teološkim shvaćanjima Hobbes daje objašnjenje koje proizlazi od čovjekove nagonske, ali i razumne prirode. Država nije božanska tvorevina (kako smatraju teološki autori, koji su još prije Hobbbesa promišljali o prirodnom pravu), nego rezultat društvenog ugovora. Tezom o nepovredivosti apsolutne vlasti suverena Hobbes izražava interese i potrebe onog dijela engleske buržoazije koji u tom razdoblju povijesti treba jaku državnu vlast - takvu koja će okončati nevolju dugotrajnih građanskih ratova i nered u društvu s oslabljenim ustanovama koje skrbe o donošenju i poštovanju zakona.
Svojim tjelesnim i duhovnim sposobnostima ljudi su približno jednaki, te nitko ne može računati na kakvu trajnu prednost. Stoga ako u prirodnom stanju dva čovjeka žele istu stvar, oni se u svom nagonu za samoodržanjem nužno sukobljavaju. Iz straha svatko onda nastoji preduhitriti druge i ima prirodno pravo na to. Dok nema zajedničke vlasti i zakona, ljudi se nalaze u ratu svaki protiv svakoga. Posljedica toga jest nedostatak svake poduzetnosti i radinosti, te je život bijedan, surov, kratak. Strah od smrti čini ljude sklonima miru i spremnima da se odreknu svog prirodnog prava na sve, uz uvjet da to isto učine i drugi i da svoju vlast prenesu na pojedinca ili skupinu ljudi. Društvenim ugovorom svladavaju tako ljudi nedostatke prirodnog stanja.
Država je mnoštvo razumom ujedinjeno u jednu ličnost: ako nekome smeta kakvo postupanje državne vlasti, smeta mu djelovanje koje proizlazi iz njegove vlastite volje, koja je ugrađena u postojanje državne vlasti.

## Racionalna spoznaja
Početno empirističko gledište Hobbes je, u skladu s matematičkim duhom znanosti onog vremena, racionalistički dopunio. Filozofiju je zato odredio kao racionalnu spoznaju posljedica i uzroka - i obrnuto: uzroka i posljedica. Racionalna mu spoznaja znači računanje: zbrajanje i oduzimanje. Predmet filozofije je svako tijelo, država i čovjek.

## Relevantni članci
- Racionalizam
- Filozofija
- Novovjekovna filozofija